# Нафтил
«Нафтил» (РГ-1) — тип советского и российского углеводородного горючего для ракетных двигателей, получаемый из продуктов нефтепереработки. Применяется на российских ракетах-носителях, использующих в качестве окислителя жидкий кислород.

## Свойства
«Нафтил» РГ-1 — бесцветная жидкость с запахом очищенного керосина. Как и другие разновидности горючих на основе керосина, «нафтил» коррозионно не активен, не создаёт ограничений по применению конструкционных материалов в работающих на нём двигателях. Он относится к 4-му (низшему) классу опасности, концентрации его паров при нормальных условиях не наносят вред здоровью человека.
Брутто-формула горючего РГ-1 «нафтил» С12,79Н24,52. Объёмная доля содержащихся в нём различных углеводородов:
- парафины — 10—12 %,
- нафтены — 85—88 %,
- ароматические соединения — 2,5—3 %.

В состав горючего вводятся также антиокислительные присадки, предотвращающие образование отложений в двигателе. Также могут содержаться полимерные присадки, уменьшающие гидравлические потери в турбонасосном агрегате двигателя, что позволяет увеличить его тягу . Требования к свойствам определяются ТУ 38-001244-81. Теплотворная способность «нафтила» РГ-1 — 43000 кДж/кг, плотность — 0,833 г/см³.

## История и применение
На первых советских ракетах, использовавших топливную пару «керосин — жидкий кислород» (Р-7, Р-9), в качестве горючего  использовалось доступное топливо Т-1 (авиационный керосин), уже применявшееся в реактивной авиации. В составе Т-1 допускалось высокое содержание ароматических соединений и наличие олефинов, которые при нагреве в ракетном двигателе до высоких температур образовывали смолистые отложения, препятствующие протеканию горючего через каналы охлаждения. При создании ракеты ГР-1, двигатели которой должны были работать в более напряжённых, чем у предыдущих ракет, температурных условиях, была принята спецификация на углеводородное горючее РГ-1 «нафтил». Оно обладало более высокой температурной стабильностью и более жёсткими требованиями к составу, включающему существенно меньшее содержание ароматических соединений при практически полном отсутствии олефинов. Согласно некоторым источникам, первоначально термостабильное горючее РГ-1 «нафтил» было разработано для создававшегося в 1960-е годы, но не пошедшего в серийное производство стратегического бомбардировщика Т-4.
Горючее РГ-1 «нафтил» использовалось в советских, а потом российских ракетных двигателях с конца 1960-х годов:
- в двигателе 11Д58 и его последующих модификациях на разгонных блоках семейства «Д»[11];
- двигателе РД-0110 третьей ступени — «Блока „И“» ракет-носителей «Союз-У» и «Молния-М»[12];
- на ракете-носителе «Зенит» (РД-171 на первой ступени и РД-120 на второй)[2];
- на унифицированных с первой ступенью «Зенита» блоках первой ступени («блоках „А“») «Энергии»[13];
- на верхних ступенях носителей семейств «Союз-2» и «Ангара», использующих двигатели РД-0124[12];
- на первых ступенях ракет-носителей с двигателями НК-33 («Союз-2.1в») и с двигателями семейства РД-170, такими как РД-180 на Атлас-5 (использует близкое к РГ-1 горючее RP-1) и РД-191 на УРМ-1 семейства «Ангара»[14][15].

В 1970-е годы рассматривался перевод на РГ-1 и первых двух ступеней ракеты-носителя «Союз-У», использовавших горючее марки Т-1, с целью унификации используемого в различных двигателях горючего и увеличения удельного импульса. Испытания показали, что увеличения удельного импульса при переходе на РГ-1 не наблюдается, после чего работы были прекращены.
Из-за истощения Анастасиевско-Троицкого месторождения, из нефти которого производилось горючее Т-1, в 2000-х годах было принято решение о переводе первых двух ступеней носителей семейства «Союз-2» с Т-1 на «нафтил» РГ-1, который производится переработкой нефти различных месторождений. Единственным производителем нафтила является Ангарская нефтехимическая компания, входящая в структуру Роснефти.
Испытания двигателей РД-107 и РД-108 на «нафтиле» прошли в 2019 году, после чего начались работы по переводу на нафтил первых ступеней ракет «Союз-2». В октябре 2022 года был произведен первый запуск ракеты-носителя «Союз-2.1б», все три ступени которой работали на «нафтиле» РГ-1.

## Сравнение с другими ракетными горючими
По сравнению с другим распространённым ракетным горючим — «гептилом» (НДМГ), относящимся к 1-му классу опасности, «нафтил» РГ-1 аналогично другим горючим на основе керосина практически не токсичен, существенно более безопасен в обращении и представляет гораздо меньшую угрозу для окружающий среды в случае утечек и разливов. В то же время на разгонных блоках космических ракет применение самовоспламеняющегося и стабильного в широком диапазоне температур высококипящего топлива на основе гептила и его аналогов часто оказывается предпочтительнее криогенного топлива «керосин-жидкий кислород».
Жидкий водород, используемый в паре с жидким кислородом, позволяет получить максимальную среди доступных ракетных горючих эффективность (удельный импульс) и по этому показателю значительно превосходит топливо на основе углеводородных горючих, в том числе «нафтил» РГ-1. Но жидкий водород сложен в обращении и имеет во много раз меньшую плотность, что требует создания крупных топливных баков, усложняет и утяжеляет конструкцию ракеты, уменьшая её массовое совершенство. В мировой практике жидкий водород используется в основном на верхних ступенях ракет-носителей тяжёлого класса.
Другие углеводородные горючие, получаемые из продуктов нефтепереработки (керосины), близки к «нафтилу» РГ-1 по основным свойствам. От использовавшегося в советской и российской космической технике горючего марки Т-1 нафтил отличается существенно меньшим содержанием фракций, способствующих отложению в двигателе нагара, и несколько большей плотностью (0,833 г/см³ против 0,8 г/см³ у Т-1), что позволяет залить в баки ракеты-носителя больше горючего (примерно на 1300 кг больше для двух первых ступеней «Союз-2.1б» при общей массе топлива в них около 72000 кг) и тем несколько увеличить полезную нагрузку носителя. Приращение теплотворной способности горючего и удельного импульса двигателей при переходе с Т-1 на нафтил незначительно.
В ракетной технике США с конца 1950-х годов используется углеводородное горючее типа RP-1, спецификации на которое близки к «нафтилу» РГ-1. RP-1 имеет более низкую плотность (0,81 г/см³), чем РГ-1 и допускает несколько большее содержание ароматических соединений (до 5 %) и присутствие олефинов (менее 1 %).
Заметное (более 1-2 %) увеличение удельного импульса двигателей, работающих на углеводородном горючем, и увеличение полезной нагрузки, выводимой ракетами-носителями, возможно при переходе на синтетические горючие, такие как:
- синтин, использовавшийся на второй ступени (блок «А») носителя «Союз-У2» и некоторых модификациях разгонного блока «ДМ» или
- боктан, схожий с синтином по свойствам, но несколько менее токсичный.

Производство дорогостоящего синтина было прекращено в 1996 году вместе с запусками «Союз-У2», причём для устойчивой работы на нём двигатели приходилось специально отбирать. Возобновление и развёртывание промышленного производства этих синтетических горючих, относящихся к 3-му классу опасности, потребует в современных условиях решения проблемы их соответствия действующим экологическим нормам. Возможно также увеличение эффективности существующих «керосиново-кислородных» ракетных двигателей за счёт перехода на некоторые из перспективных энергоемких авиационных горючих.

## Комментарии
1. ↑  Высококипящие топлива —  ракетные топлива, оба компонента которых (горючее и окислитель) могут храниться и использоваться при температуре выше 298 К (24,85 °C)[23]
2. ↑  Число Циолковского — отношение массы рабочего запаса топлива к конечной массе ракеты[24].